# 朝鲜荚蒾
朝鲜荚蒾（学名：[Viburnum koreanum] 错误：{{Lang}}：文本有斜体标记（帮助））为五福花科荚蒾属的植物。分布于朝鲜、日本以及中国大陆的吉林等地，生长于海拔500米至1,400米的地区，常生于针叶林中和林缘，目前尚未由人工引种栽培。